# Plaine
Plaine é uma comuna francesa na região administrativa de Grande Leste, no departamento Baixo Reno. Estende-se por uma área de 22,87 km². Em 2010 a comuna tinha 1 009 habitantes (densidade: 44,1 hab./km²).